# Церковь Святого Куниберта (Кёльн)
Церковь Святого Куниберта (нем. St. Kunibert) — католическая церковь в городе Кёльн в северной части старого города (Альтштадт-Норд (Кёльн)) (федеральная земля Северный Рейн-Вестфалия). Церковь расположена на Рейнской набережной им. Конрада Аденауэра в 700 м от Кёльнского собора. Церковь Святого Куниберта — это самое значительное сооружение из тех, что определяют городской силуэт к северу от собора.

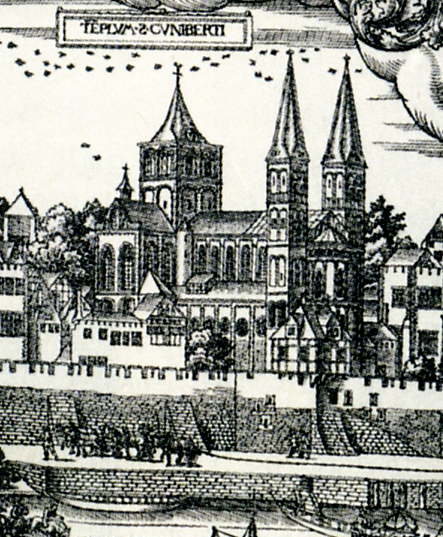
Церковь Святого Куниберта между 1531 и 1557 годом

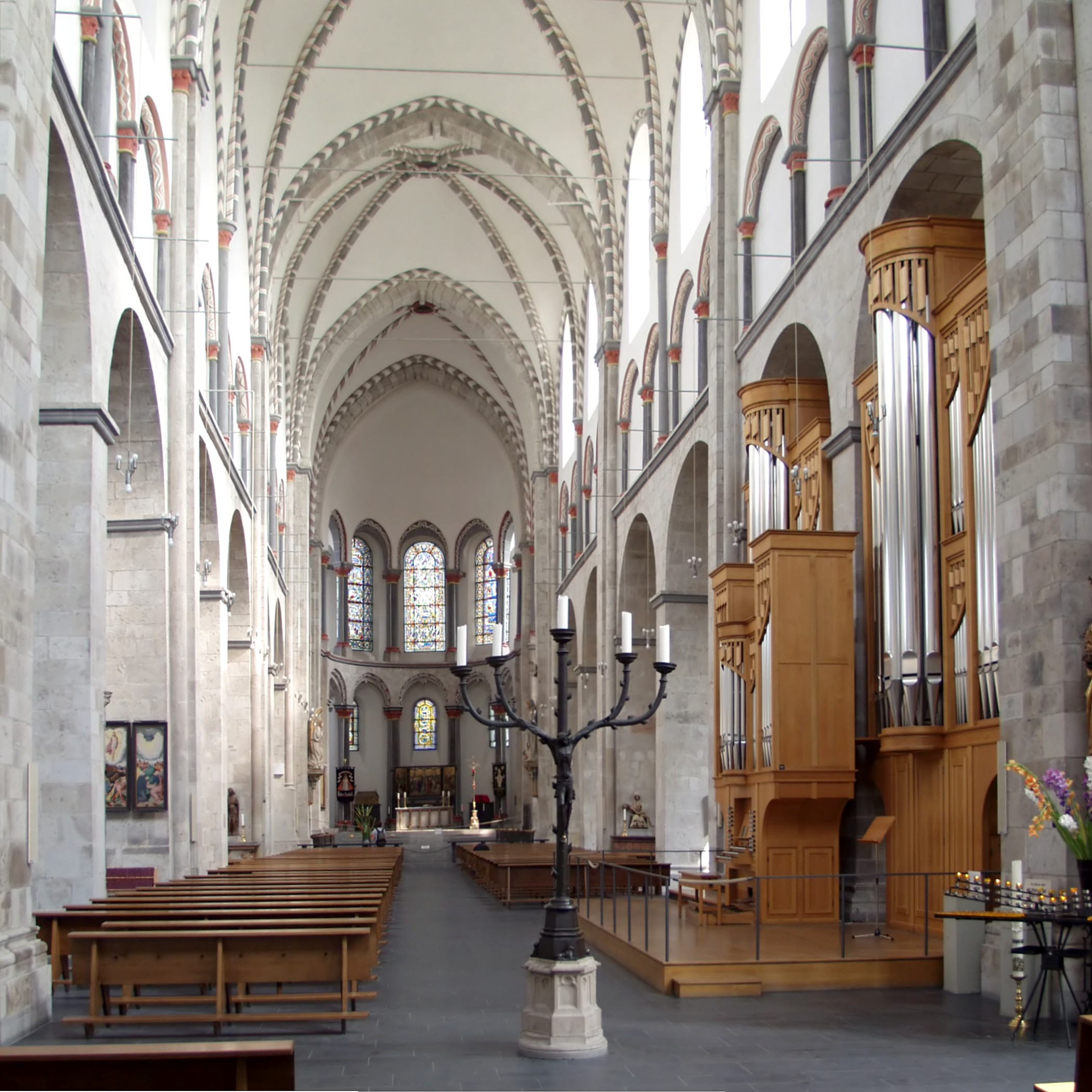
Центральный неф церкви

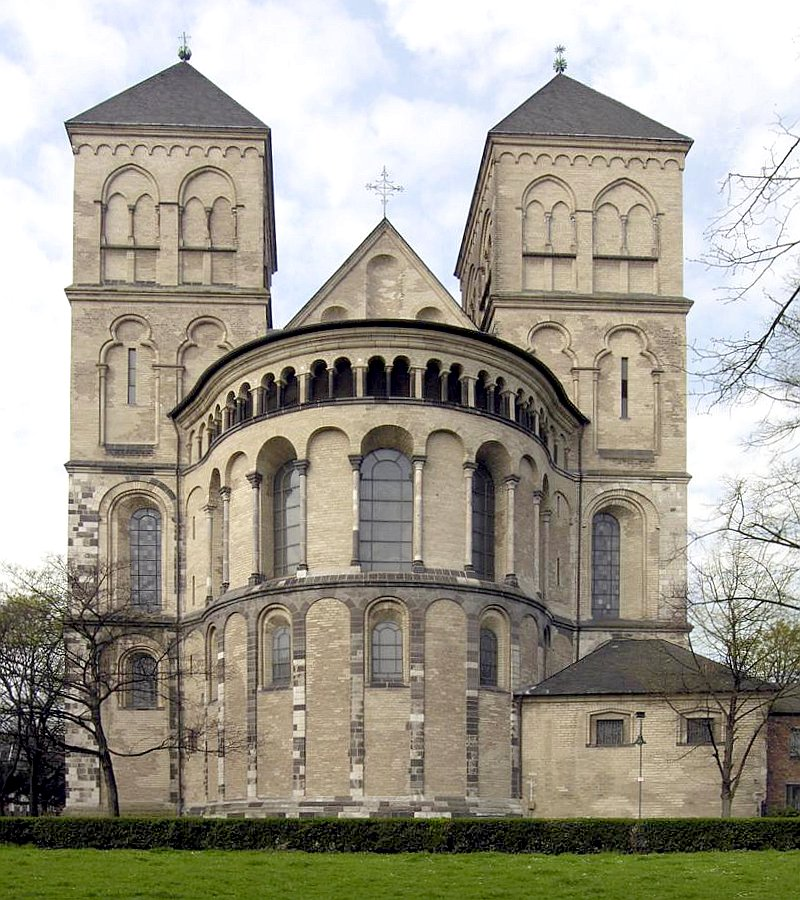
Апсида церкви

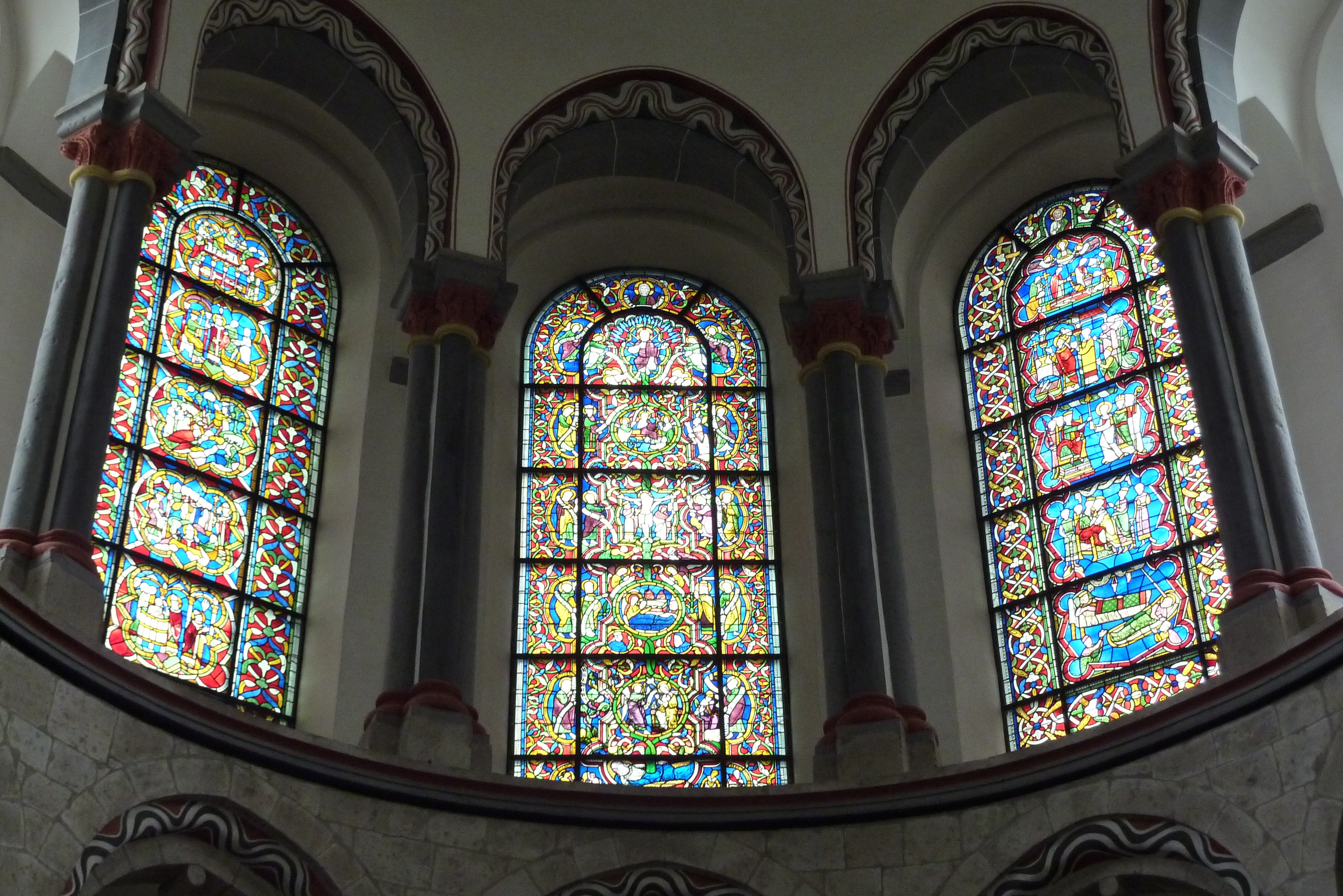
Витражи

Церковь Святого Куниберта — это романская трёхнефная базилика с трансептом. Церковь имеет одну западную и две восточные башни.

## История
Святой Куниберт — католический святой, десятый епископ Кёльна, духовник короля Дагоберта I — заложил в Кёльне базилику Святого Климента, в которой он впоследствии и был похоронен.

В 1210 году пробст монастыря Куниберта Теодорих фон Вид (Theoderich II. von Wied) — будущий второй архиепископ Трира — заложил на месте базилики Святого Климента новую церковь. Первым делом была сооружена крипта, которая служила не только усыпальницей Святого Куниберта, но и выполняла функции фундамента. В 1226 году было завершено строительство хора, а в 1247 году — за год до начала строительства Кёльнского собора — новая церковь была освящена архиепископом Конрадом фон Гохштаденом в честь Святого Куниберта.

В 1376 году во время пожара была уничтожена западная башня, которая была заново отстроена в готическом стиле.

В ходе второй мировой войны во время очередной бомбардировки Кёльна британской авиацией 29 июня 1944 года в результате прямого бомбового попадания была разрушена крыша церкви, западная башня и трансепт. Во время последующих бомбардировок церковь подверглась дополнительным разрушениям.

К восстановлению церкви приступили сразу после окончания войны. Как только была восстановлен южный боковой продольный неф, в нём стали проводить богослужения. Под руководством архитектора Карла Банда (Karl Band) до 1955 года были восстановлены главный неф и хор церкви. Трансепт и западная башня были восстановлены только в конце 70-х годов, а полностью реставрационные работы были завершены в 1985 году.

16 января 1998 года папа Иоанн Павел II присвоил церкви Святого Куниберта звание Малой папской базилики (лат. Basilica minor).